# Ali ibn Nima ibn al-Hawwas
Alí ibn Nima ibn al-Hawwàs (àrab: علي بن نعمة بن الحواس, ʿAlī b. Niʿma ibn al-Ḥawwās), més conegut simplement com a Ibn al-Hawwàs fou emir d'Agrigent.
L'emil kalbita Ahmad II al-Akhal de Palerm fou enderrocat el 1036, però el seu germà Hasan II al-Samsan tornava a estar al poder vers el 1038 o 1040. Hasan fou enderrocat el 1052/1053 (Ibn Khaldun dona la data 1040) i llavors el caid d'Agrigent, Alí ibn Nima ibn al-Hawwàs, prengué el control de la comarca i de Castrogiovanni i Castronuovo mentre el seu cunyat Ibn al-Maklati aconseguia el control de Catania.
Ibn al-Maklati no va conservar el poder gaire temps i va ser enderrocat per Ibn ath-Thumna, emir de Siracusa. L'esposa d'Ibn al-Maklati, Maymuna, que era germana d'Alí ibn Nima, va ser capturada per l'emir siracusà.
Al cap d'un cert temps Alí ibn Nima va obtenir una victòria notable prop de Castrogiovanni sobre Ibn ath-Thumna i va esdevenir l'únic emir realment poderós de Sicília. Ibn ath-Thumna va demanar ajut als normands que van arribar a l'illa. El 1061 es va produir el primer desembarcament normand, però fou rebutjat; però van tornar al cap d'uns mesos i amb l'ajut de soldats lleials a Ibn ath-Thumna, van derrotar Ali ibn Nima prop de Castrogiovanni, tot i que la victoria no fou decisiva i els musulmans es va refugiar a la fortalesa on van resistir.
Ali va morir vers 1065 en la lluita entre les seves forces i les del zírida Ayyub, fill de l'emir Tamim ben al-Muizz (1062-1108) que havien arribat a l'illa en suport dels musulmans, però amb les que al cap d'un temps van esclatar diferències i es van enfrontar.